# Trupanea paradaphne
Trupanea paradaphne är en tvåvingeart som först beskrevs av Erich Martin Hering 1953.  Trupanea paradaphne ingår i släktet Trupanea och familjen borrflugor. Inga underarter finns listade i Catalogue of Life.